# Linie M1 (Métro Lausanne)
Die Linie M1 der Métro Lausanne ist eine 7,79 Kilometer lange Linie der Métro Lausanne. Sie verbindet das Zentrum (Flon) der Schweizer Stadt Lausanne mit der École polytechnique fédérale de Lausanne (EPFL), der Universität Lausanne (UNIL) und dem Bahnhof Renens der westlich gelegenen Gemeinde Renens. Sie wurde am 24. Mai 1991 durch die TSOL, société du Tramway du sud-ouest lausannois S.A., eröffnet. Die Betriebsführung wurde den Transports publics de la région lausannoise (TL) übertragen. Seit dem Jahr 2000 wird sie als M1 der Métro Lausanne bezeichnet. 2012 fusionierte die TSOL ebenso wie die LO (Linie M2) mit der TL.

## Geschichte

### Hintergrund
Die Einrichtung der M1 ist eng mit dem Umzug der Hochschulen auf den Campus Lausanne in der benachbarten Gemeinde Écublens verbunden. Dieser Standort war nur schlecht mit öffentlichen Verkehrsmitteln erschlossen, so dass Mitarbeiter und Studenten in zunehmendem Masse mit dem Auto anreisten. Angesichts dieser Situation wurde im Jahr 1980 beschlossen, die Möglichkeit eines Eisenbahnanschlusses für die Hochschulen zu untersuchen.  Das Institut für Verkehr und Stadtplanung (ITEP) an der École polytechnique wurde mit einer Machbarkeitsstudie für ein solches Projekt beauftragt. 1981 kristallisierten sich folgende zwei Möglichkeiten heraus: Variante 1, genannt Littorail, sollte von Ouchy nach Dorigny entlang des Genfersees verlaufen, um dann entweder zum Bahnhof Renens oder Morges geführt zu werden. Die zweite Variante, genannt Flonrail, sah eine Verbindung von Dorigny mit dem Bahnhof Flon vor. Auch bei dieser Variante war eine Verlängerung zum Bahnhof Morges oder Renens vorgesehen.
Schliesslich wurde im Jahr 1985 die Variante Flonrail ausgewählt, deren Trassee bereits seit 1984 geschützt wurde. Im Jahr 1986 wurde dann eine Anleihe von 50 Jahren durch die Eidgenossenschaft herausgegeben, und im Frühjahr 1988 begannen die Bauarbeiten. Am 27. September 1988 wurde das Unternehmen Tramway du sud-ouest lausannois S.A. mit einem Kapital von 53,5 Millionen CHF gegründet. Zu diesem Zeitpunkt war noch eine Zweiglinie in Richtung des Bahnhofs Morges mit einer Länge von 6,8 Kilometern und neun Haltestellen geplant. Diese wurde jedoch nie realisiert. Nach einigen Verzögerungen im Bauablauf ging die Strecke schliesslich am 2. Juni 1991 in Betrieb.

### Betrieb
Bis zur Aufnahme des fahrplanmässigen Fahrgastbetriebs am 2. Juni 1991 wurde die Strecke für Testfahrten, Simulationen und Ausbildungsfahrten genutzt. Diese begannen gegen Ende des Jahres 1990. Am 24. Mai 1991 wurde die Strecke in Anwesenheit von Bundesrat Adolf Ogi feierlich in Betrieb genommen. Mehr als 100'000 Menschen wohnten den Eröffnungsfeiern bei, die bis zum 26. Mai 1991 andauerten.
Von Beginn an wurde die Linie an Werktagen im 10-Minuten-Takt tagsüber und alle 15 Minuten in den Abendstunden bedient. Samstags wurde ein 12-Minuten-Takt angeboten und sonntags ein 20-Minuten-Takt. Im ersten Betriebsjahr nutzten 7,4 Millionen Fahrgäste die neue Strecke. Wegen dieses starken Zuspruchs wurde bald mit dem Erreichen der Kapazitätsgrenze gerechnet. So kam die Idee auf, die Züge über die SBB-Strecke von Renens zurück nach Lausanne verkehren zu lassen. Die Wagen der TL sind jedoch nicht auf den Betrieb mit  der im Netz der SBB verwendeten Einphasenwechselspannung von 15 kV mit 16,7 Hz ausgelegt. Deshalb verkehrten im Jahr 1992 Zweisystemtriebwagen der Stadtbahn Karlsruhe zu Versuchszwecken auf dieser Verbindung. Die Idee wurde schliesslich jedoch nicht weiterverfolgt.
Drei Jahre später, im Jahr 1995, wurde der Wagenpark um fünf neue Triebwagen erweitert. So konnte der Takt auf 7 ½ Minuten verdichtet werden.
Wegen des weiteren Anstiegs der Fahrgastzahlen wurde der Takt im Jahr 1997 auf 10 Minuten tagsüber und 5 Minuten während der Hauptverkehrszeiten verdichtet. Im selben Jahr wurden mehrere Instandhaltungsarbeiten durchgeführt. Der Bogenradius insbesondere der Weichen in der Nähe der Haltestellen wurde vergrössert, um die Geschwindigkeit in den Weichenbereichen anheben zu können und den Fahrkomfort zu verbessern. Die ursprüngliche Kupfer-Oberleitung wurde durch einen Fahrdraht aus einer Kupfer-Silber-Legierung mit einem Querschnitt von 120 mm² und ein Tragseil aus Kupfer mit einem Querschnitt von 150 mm² ersetzt.
Im Jahr 1999 erfolgte die erste Hauptuntersuchung der Triebwagen in der Werkstatt Villeneuve.
Im Jahr 2008 erreichte die Fahrgastzahl der M1 10,0 Millionen. Im Jahr 2012 beförderte sie 12,5 Millionen Fahrgäste, 2013 waren es 13,2 Millionen.
Seit 2024 hat die Linie das Fahrplanfeld 191.

## Strecke
| Fahrplanfeld: | 203                  |                                                    |             |
| Spurweite: | 1435 mm (Normalspur) |                                                    |             |
| |                      |                                                    |             |
| \| \| 0,00 \| Lausanne-Flon M2 LEB \| 479 m ü. M. \| \| \| 0,50 \| Lausanne, Vigie \| 481 m ü. M. \| \| \| \| \| \| \| \| 1,31 \| Lausanne, Montelly \| 443 m ü. M. \| \| \| 1,73 \| Lausanne, Provence \| 430 m ü. M. \| \| \| \| \| \| \| \| 2,15 \| Lausanne, Malley \| 422 m ü. M. \| \| \| \| \| \| \| \| 3,20 \| Lausanne, Bourdonnette \| 389 m ü. M. \| \| \| \| \| \| \| \| 3,65 \| Chavannes-R., UNIL-Chamberonne früher UNIL-Dorigny \| 388 m ü. M. \| \| \| \| \| \| \| \| 4,11 \| Chavannes-R., UNIL-Mouline \| 386 m ü. M. \| \| \| 4,69 \| Ecublens VD, UNIL-Sorge \| 391 m ü. M. \| \| \| 5,27 \| Ecublens VD, EPFL \| 397 m ü. M. \| \| \| 5,72 \| Ecublens VD, Bassenges \| 399 m ü. M. \| \| \| 6,07 \| Ecublens VD, Cerisaie \| 398 m ü. M. \| \| \| 6,68 \| Chavannes-R., Crochy \| 403 m ü. M. \| \| \| 7,28 \| Ecublens VD, Epenex \| 410 m ü. M. \| \| \| 7,79 \| Renens VD, gare SBB \| 414 m ü. M. \| |                      |                                                    |             |
| U-Bahn-Kopfbahnhof Streckenanfang (im Tunnel) | 0,00                 | Lausanne-Flon M2 LEB                               | 479 m ü. M. |
| U-Bahn-Haltepunkt / Haltestelle (im Tunnel) | 0,50                 | Lausanne, Vigie                                    | 481 m ü. M. |
| U-Bahn-Tunnelende |                      |                                                    |             |
| U-Bahn-Haltepunkt / Haltestelle | 1,31                 | Lausanne, Montelly                                 | 443 m ü. M. |
| U-Bahn-Haltepunkt / Haltestelle | 1,73                 | Lausanne, Provence                                 | 430 m ü. M. |
| U-Bahn-Tunnelanfang |                      |                                                    |             |
| U-Bahn-Haltepunkt / Haltestelle (im Tunnel) | 2,15                 | Lausanne, Malley                                   | 422 m ü. M. |
| U-Bahn-Tunnelende |                      |                                                    |             |
| U-Bahn-Haltepunkt / Haltestelle | 3,20                 | Lausanne, Bourdonnette                             | 389 m ü. M. |
| |                      |                                                    |             |
| U-Bahn-Haltepunkt / Haltestelle | 3,65                 | Chavannes-R., UNIL-Chamberonne früher UNIL-Dorigny | 388 m ü. M. |
| |                      |                                                    |             |
| U-Bahn-Haltepunkt / Haltestelle | 4,11                 | Chavannes-R., UNIL-Mouline                         | 386 m ü. M. |
| U-Bahn-Haltepunkt / Haltestelle | 4,69                 | Ecublens VD, UNIL-Sorge                            | 391 m ü. M. |
| U-Bahn-Haltepunkt / Haltestelle | 5,27                 | Ecublens VD, EPFL                                  | 397 m ü. M. |
| U-Bahn-Haltepunkt / Haltestelle | 5,72                 | Ecublens VD, Bassenges                             | 399 m ü. M. |
| U-Bahn-Haltepunkt / Haltestelle | 6,07                 | Ecublens VD, Cerisaie                              | 398 m ü. M. |
| U-Bahn-Haltepunkt / Haltestelle | 6,68                 | Chavannes-R., Crochy                               | 403 m ü. M. |
| U-Bahn-Haltepunkt / Haltestelle | 7,28                 | Ecublens VD, Epenex                                | 410 m ü. M. |
| U-Bahn-Kopfbahnhof Streckenende | 7,79                 | Renens VD, gare SBB                                | 414 m ü. M. |

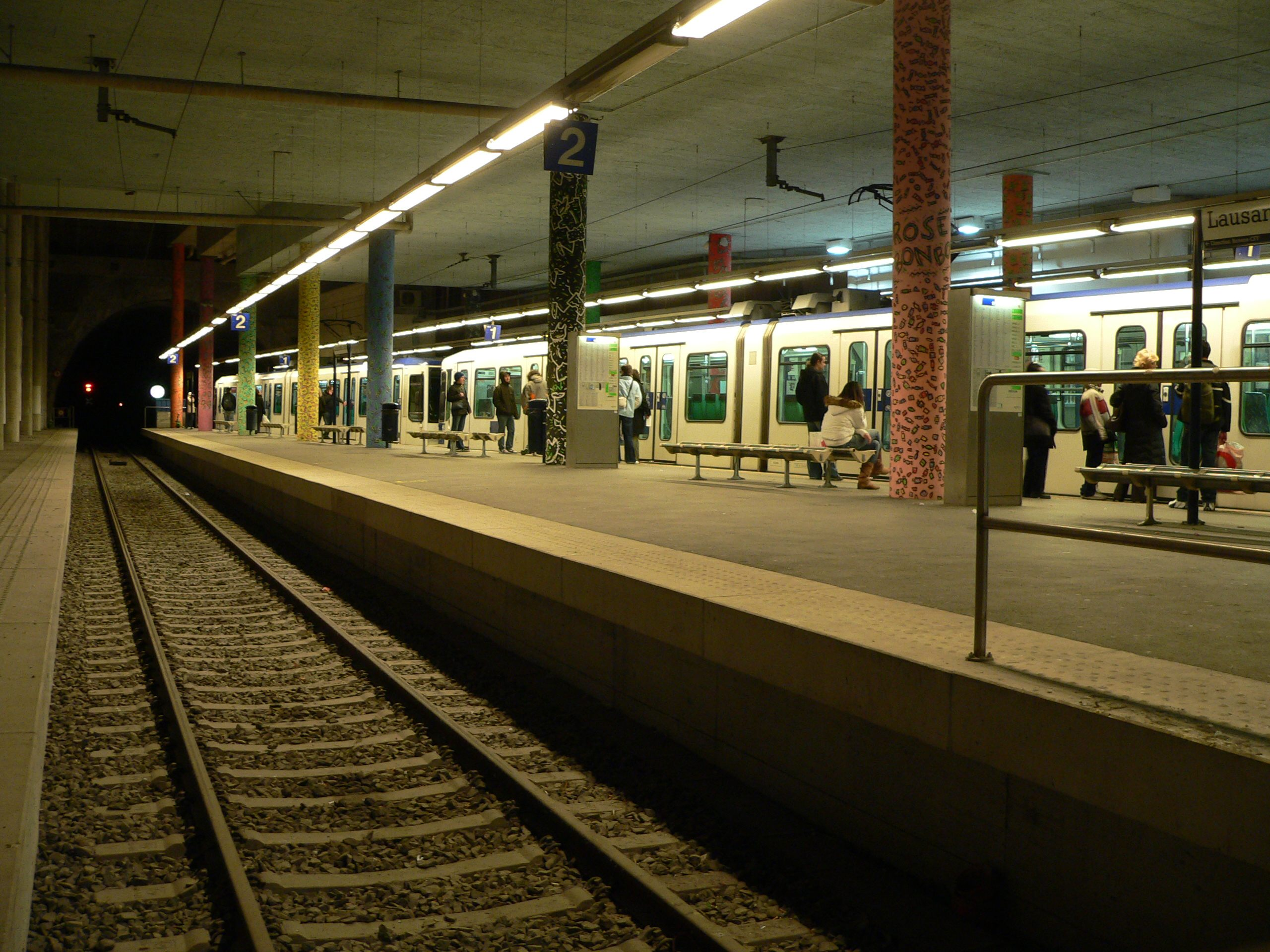
Bahnhof Lausanne-Flon

Die Strecke beginnt am Bahnhof Flon in der Innenstadt von Lausanne. Sie verläuft bis zur Haltestelle Vigie vollständig im Tunnel. Es handelt sich um den längsten Tunnel der Strecke mit einer Länge von 404,7 Metern. Der Tunnel besitzt ein Gefälle von 6 ‰. Die ersten 69 Meter sind zweigleisig bis zur Vereinigung der beiden Gleise. Die folgenden 234 Meter sind eingleisig bis zu einer 70 Meter langen Verzweigung, die wieder die Zweigleisigkeit herstellt. In diesem Abschnitt beträgt das Gefälle 60 ‰. Die restlichen 31,7 Meter, die die Haltestelle Vigie erreichen, sind zweigleisig.
Nach der Haltestelle Vigie beginnt der erste ebenerdige Abschnitt. Dann führt die Strecke über eine 194 Meter lange Brücke mit einem mittleren Gefälle von 47,6 ‰. Diese Brücke verläuft neben den Schulen ERACOM und EPSIC sowie etwas entfernt vom Gymnasium von Sévelin. Der weitere Verlauf führt über einen 227 Meter langen Viadukt mit einer Neigung zwischen 5 und 60 ‰. Am Ende des Viaduktes befindet sich die Haltestelle Montelly mit dem ersten Unterwerk. Anschliessend kreuzt die Strecke die Avenue de Provence mit einem beschrankten Bahnübergang vor der Haltestelle gleichen Namens. Provence ist die erste von insgesamt drei eingleisigen Haltestellen. Dann überquert die Strecke den Chemin de Malley mit zwei benachbarten Bahnübergängen vor einer kurzen Rampe mit 60 ‰ Steigung. Nach einem Bahnübergang über den Chemin de la Prairie erreicht sie die Haltestelle Malley. Von da an verläuft sie in einem 350 Meter langen Tunnel, an den sich ein 135 Meter langer Einschnitt anschliesst, der an einem Bahnübergang endet. Danach verläuft die Strecke entlang der Avenue du Chablais, wo sie die Rue du Lac und die Rue de Chavannes in zwei Bahnübergängen kreuzt. Dann erreicht sie die Haltestelle Bourdonnette, an der sich das zweite Unterwerk befindet.

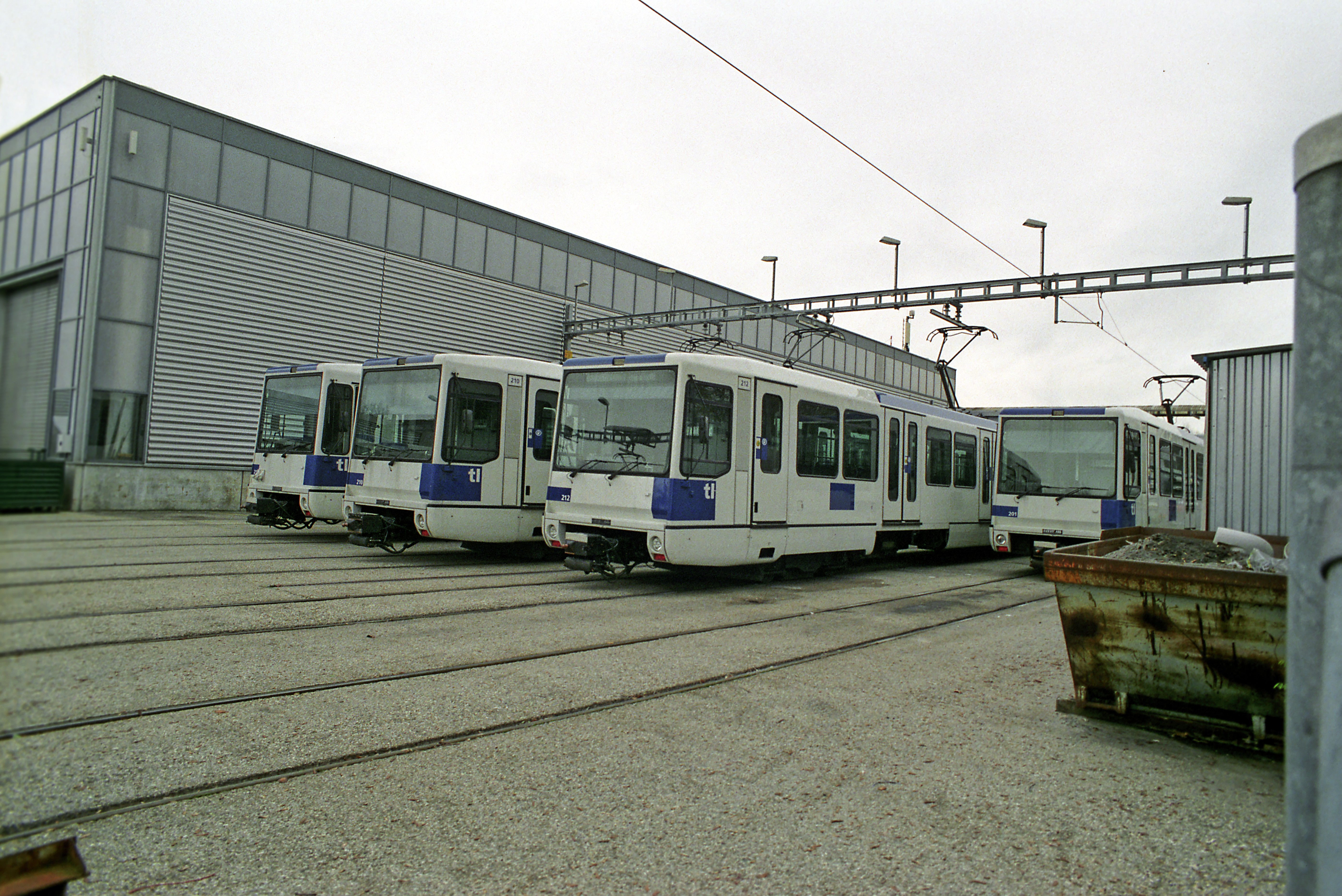
Betriebshof. Nur die Abstellplätze der Wagen waren mit einer Stromversorgung ausgerüstet, für Rangier- und Überführungsfahrten musste der Dieselhilfsantrieb verwendet werden.

Anschliessend überquert die Strecke die Europastrasse 23 auf einer 195,2 Meter langen Brücke, kreuzt auf einem Bahnübergang die Route de la Chamberonne und erreicht die Haltestelle UNIL-Dorigny. Hier verlässt sie das Stadtgebiet von Lausanne und erreicht das Gebiet der Gemeinde Chavannes-près-Renens. Im weiteren Verlauf der Strecke kreuzt sie mit einem langen Bahnübergang die Route de la Sorge und erreicht die Haltestelle UNIL-Mouline. Hier wird der tiefste Punkt der Strecke mit 384,8 Metern über Meer erreicht. Unmittelbar hinter der Haltestelle befindet sich ein Fussgänger-Bahnübergang. Das Trassee überquert dann den Fluss Mèbre und verläuft entlang der Route de la Sorge, kreuzt die Route de Praz Véguey und überquert den Fluss Sorge, bevor es die Haltestelle UNIL-Sorge erreicht, die zweite eingleisige Haltestelle der Strecke. Hier wird das Gebiet der Gemeinde Ecublens erreicht. Die Strecke überquert nun auf einem kleinen Bahnübergang eine Privatstrasse, die zur Heizzentrale der EPFL führt. Von dort an verläuft die Strecke zweigleisig bis zur Haltestelle EPFL neben dem Betriebshof der M1. Dieser umfasst ein Abstellgleis für Arbeitswagen, fünf Abstellgleise im Freien für die Triebwagen und vier Hallengleise, davon drei für die Wartung der Wagen und eines für die Reinigung. Hier befindet sich auch das dritte und letzte Unterwerk der Strecke.
Hinter der Haltestelle EPFL verläuft die Strecke zweigleisig in einem engen Bogen mit einem Radius von 80 Metern. Dann erreicht sie Bassenges, die dritte und letzte eingleisige Haltestelle der Strecke. Von hier an verläuft die Strecke fast bis zu ihrem Ende entlang der Avenue du Tir-Fédéral. Nach 350 Metern erreicht sie die nächste Haltestelle, Cerisaie. Dabei handelt es sich um den kürzesten Abstand zweier Haltestellen auf der ganzen Strecke. Die Haltestelle Cerisaie ist von zwei Bahnübergängen umgeben.
Danach kreuzt die Strecke den Chemin de Champ-Fleuri und den Chemin de Cèdres, bevor sie die Haltestelle Crochy erreicht. Auf einer 108,4 Meter langen Brücke überquert sie ein zweites Mal die Europastrasse 23. Sie kreuzt nun zweimal die Avenue du Tir-Fédéral und verläuft entlang der Route du Pont-Bleu bis zur Haltestelle Épenex.
Die Strecke verläuft nun auf einer Rampe mit 60 ‰ Steigung, bevor sie über das letzte Ingenieurbauwerk der Strecke ihre Endstelle, den Bahnhof Renens, erreicht. Dieses Ingenieurbauwerk ist ein 90 Meter langer Viadukt mit einem Bogenradius von 80 Metern und einem Gefälle von 50 ‰. Am Bahnhof Renens ist die Strecke mit dem Gleisnetz der SBB verbunden.

### Haltestellen

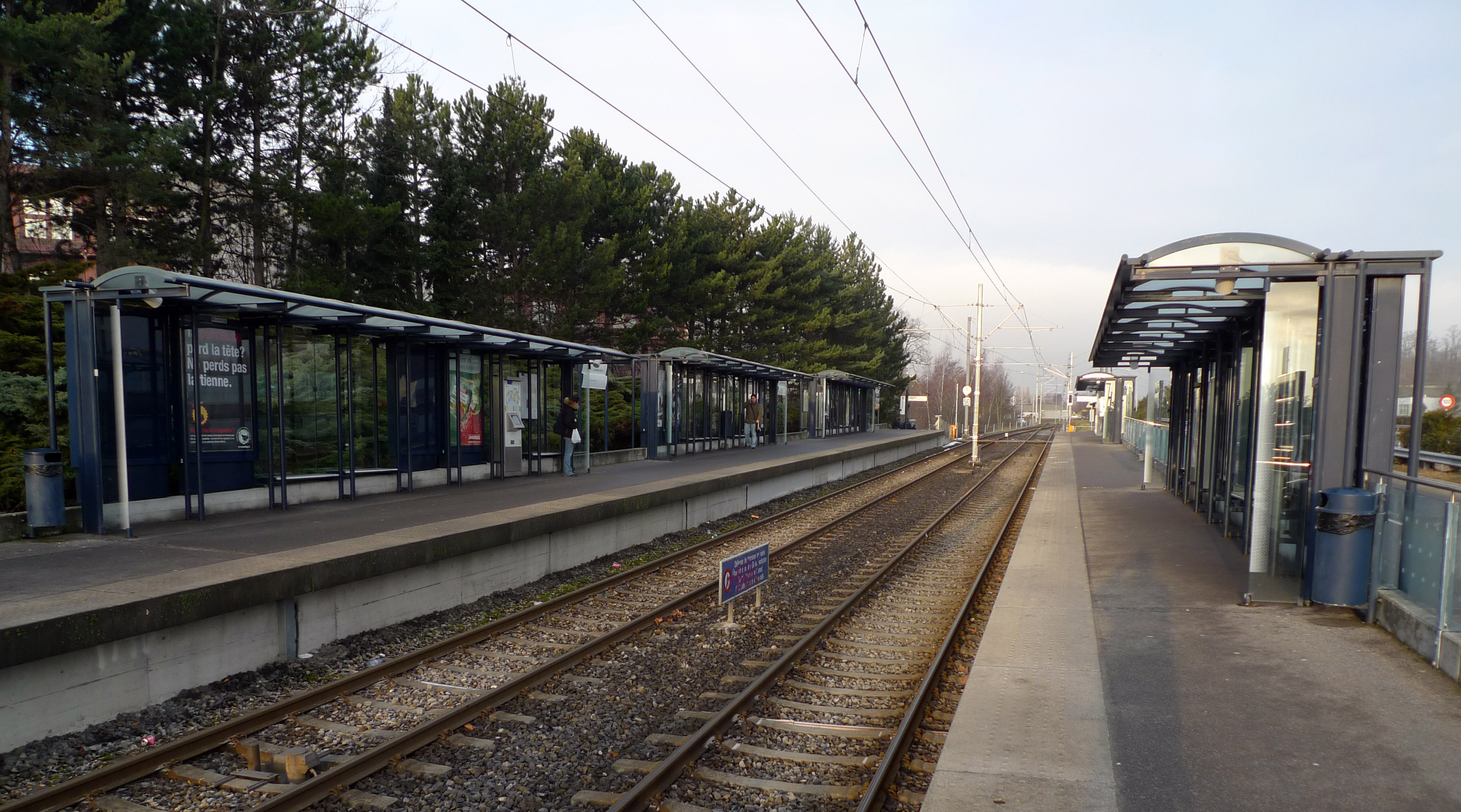
Haltestelle UNIL-Dorigny

Alle Haltestellen der Strecke sind gleich gestaltet. Mit Ausnahme der drei Haltestellen Provence, UNIL-Sorge und Bassenges sind alle zweigleisig, um Kreuzungen auf der ansonsten eingleisigen Strecke zu ermöglichen. Die Hochbahnsteige sind 95 Zentimeter hoch, wodurch ein ebenerdiger Einstieg in die Hochflurfahrzeuge des Typs Be 4/6 besteht. Die Bahnsteige sind 65 Meter lang, was für Züge aus zwei gekuppelten Bem 4/6 ausreicht. Mit Ausnahme der Tunnelstationen Vigie und Malley sowie der Bahnhöfe Lausanne-Flon und Renens besitzen alle Haltestellen als Regenschutz nur einfache Wartehäuschen und keine Bahnsteigdächer. An allen Haltestellen befinden sich Fahrkartenautomaten, die in gleicher Bauart im gesamten Netz der TL aufgestellt sind.
Die Bedienungshäufigkeit liegt zwischen 5 und 15 Minuten je nach Verkehrszeit und wird durch die Eingleisigkeit der Strecke begrenzt. Die Züge können nur an den zweigleisigen Haltestellen kreuzen. Eine Folge dieser Infrastruktur ist die Notwendigkeit zu absoluter Pünktlichkeit, weil bereits eine Verspätung von einer Minute auf die Gegenrichtung übertragen wird und sich dann fortpflanzt.

## Fahrzeuge

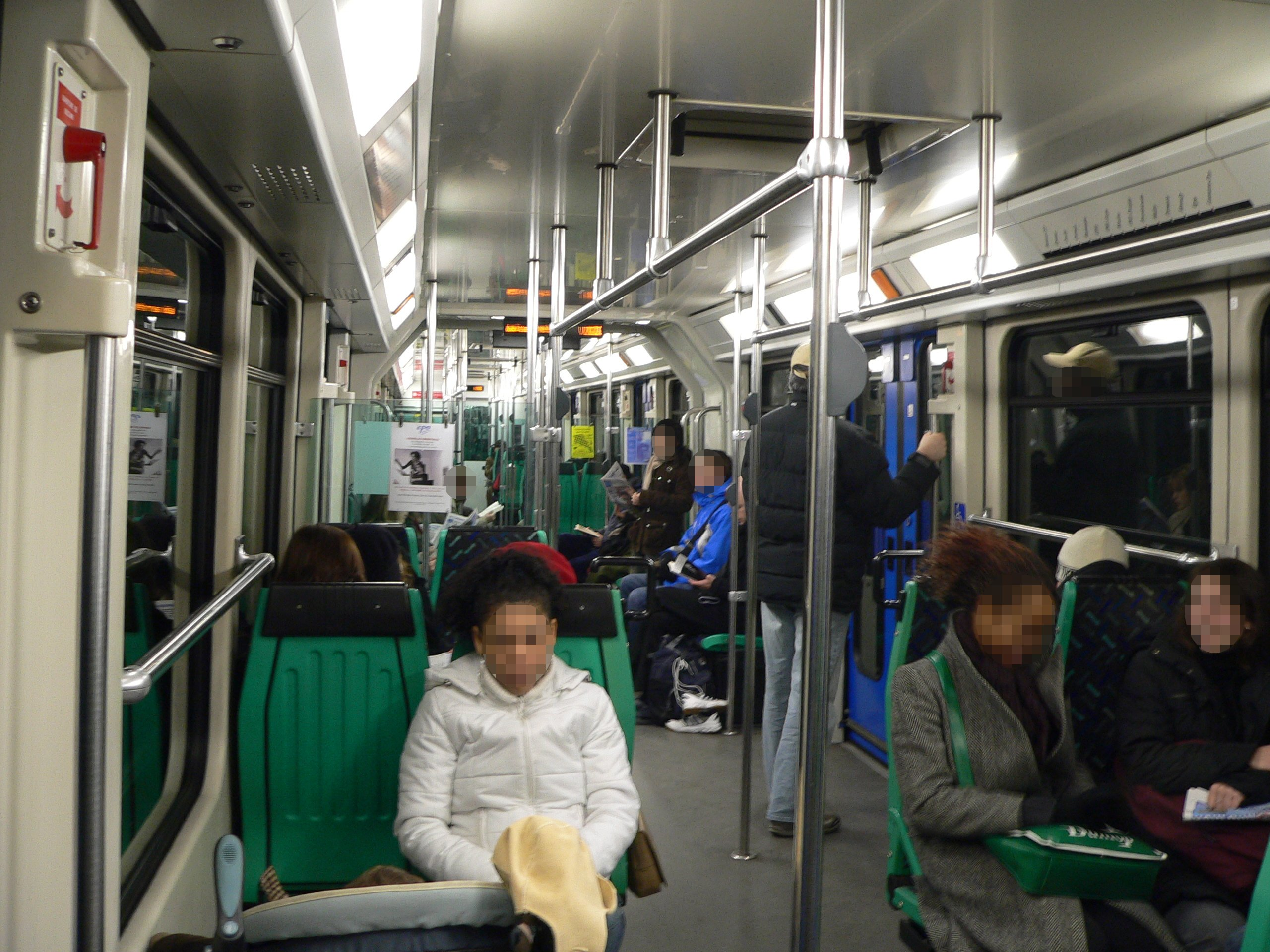
Innenansicht eines Triebwagens Bem 4/6

### Triebwagen Bem 4/6
Der Betrieb auf der Linie M1 erfolgte mit Zweikrafttriebwagen des Typs Bem 4/6 mit dieselelektrischem Hilfsantrieb. Bei diesen Wagen, die von DUEWAG, Ateliers de constructions mécaniques de Vevey (ACMV) und Asea Brown Boveri (ABB) hergestellt wurden, handelt es sich um eine Variante des deutschen Stadtbahnwagens Typ B. Sie haben eine Kapazität von 96 Sitz- und 246 Stehplätzen. Da dies in den Hauptverkehrszeiten nicht ausreicht, wird dann in Doppeltraktion gefahren. Der Dieselgeneratorsatz wurde insbesondere im Betriebshofgelände benötigt, wo die Mehrzahl der Abstellgleise nicht mit Fahrleitung ausgerüstet waren. Klapptrittstufen waren nicht erforderlich, weil es an sämtlichen Zugangstellen hohe Bahnsteige gibt.
Zur Eröffnung der Strecke im Jahr 1991 wurden zwölf Wagen mit den Nummern 201 bis 212 geliefert. Im Jahr 1995 wurden zur Taktverdichtung in der Hauptverkehrszeit fünf weitere Wagen mit den Nummern 213 bis 217 geliefert.
Im Zuge der Ablieferung der neuen Be 4/6 wurden die Bem 4/6 einer grossen Hauptrevision unterzogen, dabei wurden Anpassungen vorgenommen, damit sie mit den neuen Triebwagen kuppel- und vielfachsteuerbar wurden. Ebenso konnten die Dieselgeneratoren ausgebaut werden, nachdem die Abstellgleise im Betriebshof mit Fahrleitungen überspannt waren. Die Bezeichnung änderte deshalb auf Be 4/6.
Mit der Einführung der UIC-EDV-Nummern erhielten die Triebwagen die Stammnummer 558, angeschrieben wurden die Betriebsnummern in der Form Be 4/6 558 xxx-x.

### Triebwagen Be 4/6
Vom Dezember 2013 bis Januar 2015 wurden fünf weitere zweiteilige Triebwagen mit den Nummern 218 bis 222 in Betrieb genommen, um in der Hauptverkehrszeit im 5-Minuten-Takt mit Doppeltraktionen fahren zu können. Die Einzelteile der Wagenkästen wurden von Kesmon Meccanica in Barbengo gebaut und bei Bombardier Transportation in Villeneuve VD montiert, die Drehgestelle stammen von ausgemusterten Stadtbahnwagen der Kölner Verkehrsbetriebe. Die Triebwagen wurden von Mitarbeitern der Montreux-Berner Oberland-Bahn im Depot der TL in Lausanne endmontiert. Da das Depot erweitert und elektrifiziert wurde, konnte auf einen dieselelektrischen Hilfsantrieb verzichtet werden.
Die neuen Triebwagen können nur untereinander oder mit bereits revidierten Triebzügen in Doppeltraktion verkehren.

### Arbeitswagen
- Rangierlokomotive Tm 2/2 001
- Güterwagen X 008
- Trichterwagen Fcs007
- Schienendrehkran X 003